# The Fuzzy Boots Corollary
The Fuzzy Boots Corollary es el tercer episodio de la serie de comedia The Big Bang Theory. Emitido por primera vez el 8 de octubre de 2007. Fue escrito por Steven Molaro, Chuck Lorre y Bill Prady, y dirigido por Mark Cendrowski.

## Referencia al título
The Fuzzy Boots Corollary hace referencia a uno de los posibles nombres (Einstein, Newton
o Sargento Botas Peludas -'Fuzzy Boots'-) que baraja Leonard para llamar a un gato que supla sus carencias afectivas tras sus fracasos con Penny y Leslie Winkle.

## Sinopsis
En la escena inicial del capítulo aparecen los cuatro amigos jugando a World of Warcraft, en el que intentan recuperar la espada de Azeroth. Finalmente, Sheldon traiciona a sus amigos y vende la espada que en Ebay. Howard aprovecha para comprarla y hacerse con el poder de la espada.
Leonard escucha un ruido fuera y coge el correo de Penny y sale a dárselo. Se encuentra con la escena de Penny y un amigo (Doug) besándose delante de la puerta. Tras una incómoda conversación, Leonard vuelve al piso y lo comenta con los chicos. Finalmente los chicos convencen a Leonard para que se olvide de Penny y busque otra chica. La candidata es Leslie Winkle, compañera de trabajo y al igual Sheldon, física teórica.
Leonard pide a Leslie una "exploración biosocial con un toque neuroquímico", pero la chica decide ir al grano y evaluar la "reacción bioquímica ante el beso de despedida" para ver si la relación entre ambos tiene futuro. Leslie no encuentra nada excitante el beso y no se plantea una relación.
Leonard cae en una profunda depresión y se dedica a escuchar música emo y en buscar alternativas para satisfacer sus necesidades afectivas. Piensa en comprar un gato hipoalérgico, pero Sheldon -en un intento dar al traste con la idea de Leonard de tener gato- señala que Penny "técnicamente" no lo rechazó, puesto que en ningún momento le pidió una cita.
Leonard invita a salir a cenar Penny, pero ésta da por supuesto que es una invitación que engloba a los 5 amigos. A pesar de ser consciente de ello, Leonard mantiene la cita e inventa excusas por la que no irán a la supuesta cita en grupo.
Ya en la cena, sale el tema de Doug (el chico con el que se besó Penny) y ella dice que es un chico estupendo, pero que todavía se estaba recuperando de la ruptura con Kurt y que solo buscaba sexo. Esto anima a Leonard, aunque la "cita" se desarrolla de forma incómoda, puesto que no tienen temas en común para hablar y llevan vidas muy distintas. Leonard intenta romper el hielo haciendo colar una aceituna en un vaso por medio del principio físico de la fuerza centrípeta, pero al final cae debajo de la mesa y al intentar recogerla se hace una brecha en la cabeza y la cena concluye de forma precipitada.
De vuelta del hospital, antes de entrar a sus respectivos apartamentos, Penny, ante la actitud un tanto sospechosa de Leonard, pregunta si aquello había sido una cita, pero él lo niega y advierte a Penny que cuando las chicas tienen una cita con él, lo saben. Leonard entre al piso eufórico y comenta a sus amigos que la cita había sido fenomenal.